# Bipolaris novae-zelandiae
Bipolaris novae-zelandiae är en svampart som beskrevs av Sivan. 1985. Bipolaris novae-zelandiae ingår i släktet Bipolaris och familjen Pleosporaceae.   Inga underarter finns listade i Catalogue of Life.